# Neeme Järvi
Neeme Järvi (* 7. června 1937 Tallinn) je estonsko-americký dirigent.

## Životopis
Studoval na Leningradské konzervatoři, byl mj. žákem Jevgenije Mravinského. Poté nastoupil k symfonickému orchestru estonského rozhlasu a televize, následně k Estonskému symfonickému orchestru a do Tallinnské opery. Roku 1980 emigroval do Spojených států amerických. V roce 1987 získal americké občanství.
V letech 1982–2004 vedl götteborské symfoniky. V letech 1984–1988 též vedl Královský skotský národní orchestr, s nímž se mimo jiné hodně věnoval Dvořákovi. V letech 1990–2005 byl hudebním ředitelem Detroit Symphony Orchestra, v letech 2005–2009 stejnou funkci vykonával u New Jersey Symphony Orchestra. Krátce poté tuto funkci držel u Estonské filharmonie, avšak po sporech rezignoval. Od roku 2010 je ředitelem ženevského Orchestre de la Suisse Romande.
Je známým propagátorem díla svých dvou krajanů Eduarda Tubina a Arvo Pärta. Jinak s oblibou hraje romantické skladatele 19. i 20. století. Má na svém kontě přes 400 hudebních nahrávek.